# Mitrelle nue
Mitella nuda
Espèce
Classification phylogénétique
La mitrelle nue (Mitella nuda) est une espèce de plante herbacée de la famille des Saxifragacées.
Elle se retrouve surtout dans les forêts de conifères et parfois dans les érablières du nord-est de l'Asie.
Elle se distingue par ses pétales finement ornés, la corolle reproduisant la forme d'un flocon de neige.